# Храм Покрова Богородицы (Тургиново)
Храм Покрова Богородицы — храм Тверской епархии Русской православной церкви в селе Тургиново Калининского района Тверской области.
Представляет собой кирпичный пятикупольный четырёхстолпный классицистический храм с элементами русского стиля с многоярусной колокольней под шпилем. Построен в 1824—1835 годах на средства И. Н. Неплюева, расширен в 1876—1887 годах. Боковые приделы — Троицкий и Страстной. 
Впервые деревянная Никитская церковь в селе Тургиново упоминается в исторических источниках первой половины XVII века. Первый каменный храм в Тургинове был построен не позднее середины XVIII века. В 1835 году на средства помещика Ивана Николаевича Неплюева был построен новый каменный храм Покрова Пресвятой Богородицы. В 1876—1887 гг. по проекту архитектора В. И. Кузьмина храм был расширен двумя приделами — Троицы и Страстной иконы Божией Матери, также были надстроены два яруса колокольни.
В 1911 году в храме крестили родителей будущего президента России Владимира Путина.
В 1935 году храм был закрыт и осквернён: венчания сломаны, здание использовалось как сельский клуб. Были снесены купола и верхняя часть колокольни, часть проёмов заложена, внутреннее пространство разделено на два этажа. Несмотря на перестройки, храме сохранились фрагменты академической масляной живописи второй половины XIX века, в том числе композиции «Несение креста» и «Дочь фараона находит младенца Моисея», исполненные по образцу гравюр Юлиуса Шнорра фон Карольсфельда. Сохранились также изображения евангелистов и расположенная в верхней части западной стены северного придела роспись «Суд царя Соломона». Активное участие в этом процессе принимал последний церковный староста Петр Коновалов, который стремился сохранить от храма всё, что было возможно. Росписи были закрашены простым мелом, проёмы закладывались таким образом, чтобы их можно было без труда разобрать.
Ходатайство об открытии храма было отклонено решением Облисполкома от 19.09.1945. В 2000 году храм был возвращён верующим, в 2006—2007 годах отреставрирован. Повторно открыт в середине октября 2007 года. В возрождённый храм начали возвращать старые иконы, сохранившиеся в кладовых и на чердаках местных жителей. Первую из них передал настоятелю храма Игорь Коновалов, внук Петра Коновалова. Петр Коновалов наказывал возвратить икону в возрождённую Покровскую церковь своему сыну, но исполнить его волю смог только внук.
Рядом с храмом находится мемориал погибшим в годы Великой Отечественной войны.
На территории старого кладбища находится могила Елизаветы Шеломовой — бабушки Владимира Путина.
С 2015 года при храме действует духовно-образовательный центр.
Путин прибыл 6 января 2011 года на рождественскую службу в храм, после службы подарил храму икону Покрова Богородицы начала XIX века. Президент России посетил Рождественское богослужение в храме и 6 января 2016 года.

## Духовенство
- Настоятель храма — протоиерей Андрей Миляев[4]